# Pig Foot Pete
Pig Foot Pete ist ein Song von Gene de Paul (Musik) und Don Raye (Text), der 1942 veröffentlicht wurde.
Raye und de Paul schrieben Pig Foot Pete zunächst für den Film In der Hölle ist der Teufel los! (Originaltitel: Hellzapoppin’. 1941). Obwohl der von Martha Raye vorgetragene Song für den Film nicht verwendet wurde, erhielt irrtümlicherweise Hellzapoppin’ für Pig Foot Pete 1943 eine Oscar-Nominierung in der Kategorie Bester Song. Verwendet wurde der Song schließlich in einer weiteren Produktion der Universal-Studios, in dem Abbott und Costello Film Keep ’em ’flying.

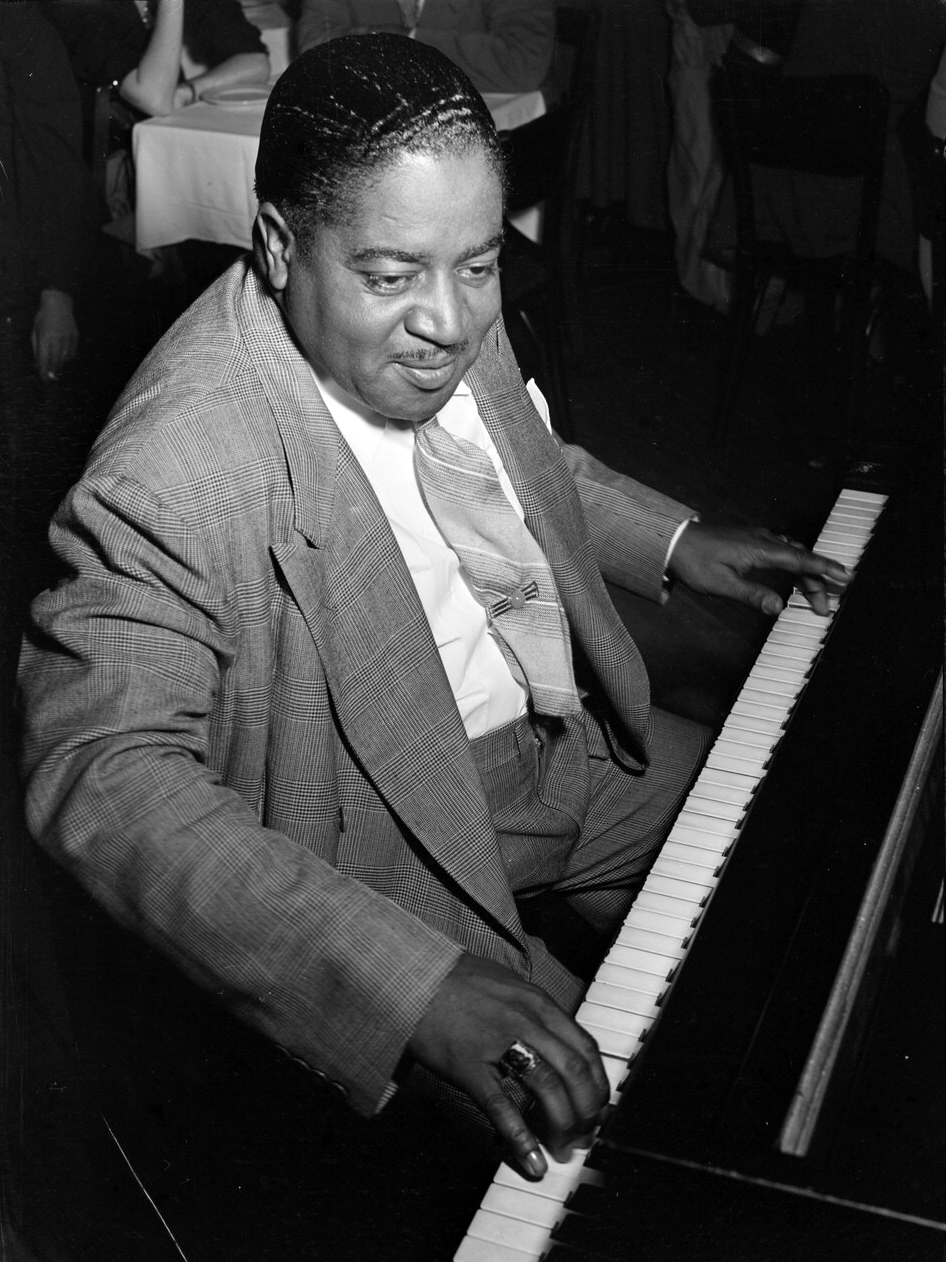
Pete Johnson, ca. August 1946.
Fotografie von William P. Gottlieb.

Der humoristische Song handelt von einem Kerl aus Kansas City, der für Schweinshaxe und Bier Boogie-Woogie-Klavier spielte und den man daher Pig Foot Pete nannte. Nach Ansicht von Peter J. Silvester näherte sich Gene de Paul mit Pig Foot Pete wieder mehr seinen Wurzeln im Jazz an, denn der Song verbinde solides Boogie-Woogie-Spiel mit einem Songtext, der auf den Pianisten Pete Johnson mit seiner Bevorzugung der linken Hand anspiele.
Martha Rayes Plattenaufnahme des Songs erschien auf Brunswick 03363; in den 1940er Jahren entstanden mehrere Coverversionen des Filmsongs, darunter von Freddie Slack (Decca 4130), Ella Mae Morse (Capitol 278, mit Freddie Slack Orchestra), Betty Hutton und mit den Dinning Sisters, mit denen auch ein Soundie des Songs produziert wurde.